# Don't Play (Travis Scott)
Don't Play è un singolo del rapper statunitense Travis Scott, pubblicato il 6 maggio 2014 come primo estratto dal suo secondo mixtape Days Before Rodeo.

## Descrizione
Il brano vede la collaborazione dei rapper statunitensi Big Sean e The 1975.

## Video musicale
Il video musicale del brano è stato pubblicato sul canale YouTube di Travis Scott in concomitanza con l'uscita del brano.

## Tracce
1. Don't Play – 4:46